# Diga di Örenler
La diga di Örenler è una diga della Turchia. Si trova nella provincia di Afyonkarahisar.